# Shawano
La ville de Shawano est le siège du comté de Shawano, dans le Wisconsin, aux États-Unis.

## Source
- (en) Cet article est partiellement ou en totalité issu de l’article de Wikipédia en anglais intitulé « Shawano, Wisconsin » (voir la liste des auteurs).